# 福建省南平高级中学
南平市高级中学（英文Fujian Nanping Senior High School，简称南高，原名福建省南平市高级中学，又称福建省南平师范学校）是福建省南平市的一所公办全日制高级中学，位于南平市延平区环城南路58号。2009年被评为福建省一级达标高中。

## 历史
1937年创办于南平市顺昌县，始名“福建省立顺昌简易师范学校”。1941年迁址沙县，改称“福建省立国民师范学校”。1951年搬迁到南平，称“福建省南平师范学校”。1957年迁到现址。1969年改办为普通中学，更名“南平市第三中学”。1978年复名为南平师范学校。1999年，改办为普通高中，更名为南平市高级中学。2009年3月，被评为省一级达标高中。